# Abu Salih
Abu Salih ou Abou Salih, dit Al-Armani (« l'Arménien »), est un écrivain égyptien d'origine arménienne de la fin du XIIe -début du XIIIe siècle. 
Il aurait rédigé au Caire une Histoire des églises et des monastères d’Égypte qui traite également des monastères de Nubie, de Syrie et d'Éthiopie. L'œuvre est écrite en arabe. Le texte arabe, connu sous le titre Tārīkh al-kanāʾis wa-l-adyira, est édité et traduit pour la première fois par Alfred J. Butler (en) et Basil Thomas Alfred Evetts entre 1894 et 1895 à partir d’un manuscrit conservé à la Bibliothèque nationale de France. Le nom d’Abu Salih apparaît sur la première page comme possesseur du manuscrit, ce qui conduit à une attribution probablement erronée. 
Des recherches postérieures montrent que l’auteur réel de l’ouvrage serait le prêtre copte Abū al-Makārim qui meurt après 1208. L’œuvre constitue une source majeure pour l’histoire des églises et monastères coptes au XIIIe siècle. Elle contient également une section importante consacrée à l’Éthiopie. La confusion autour de l’identité de l’auteur persiste dans certaines publications récentes.

## Éditions
- (en) Abu Salih the Armenian, B. T. A. Evetts, Alfred Butler, The Churches and Monasteries of Egypt and Some Neighbouring Countries, 2001  (ISBN 0-9715986-7-3) (traduction partielle).
- (en) Évêque Samuel (éd.), Abu al Makarem, History of the Churches and Monasteries in Lower Egypt in the 13th Cent., Institute of Coptic Studies, Le Caire, 1992 (traduction partielle).